# ماركدورف
ماركدورف (بالألمانية: Markdorf) هي بلدة، مدينة وبلدة ألمانية تقع في ألمانيا في بودنسي. يقدر عدد سكانها بـ 12,686 نسمة .